# Ваккер (Інсбрук, 1915)
ФК «Вакер» Інсбрук (нім. FC Wacker Innsbruck) — колишній австрійський футбольний клуб з Інсбрука, що виступав в австрійській Бундеслізі. Існував з 1915 року по 20 травня 1999 року. За свою історію клуб 5 разів вигравав чемпіонат Австрії і 4 рази був віце-чемпіоном, 6 разів вигравав Кубок Австрії і 3 рази був фіналістом турніру, один раз був фіналістом Суперкубка Австрії, 2 рази вигравав Кубок Мітропи, один раз дійшов до 1/4 фіналу Кубка чемпіонів.

## Історія
«Ваккер» Інсбрук був створений 1915 року Якобом Ханспетером, Бенедиктом Хоспом, Йозефом Лайтнером, Йозефом Альбрехтом та іншими нині невідомими футбольними ентузіастами, тоді ж і прийняв як клубні кольори чорний і зелений.
У 1964 році вперше взяв участь у чемпіонаті Австрії, а перший титул завоював у 1971 році.
20 липня 1971 року об'єднався з клубом «Сваровскі» з міста Ваттенс, утворивши єдину команду, яка стала офіційно називатися «Спільнота Сваровскі Ваттенс-Ваккер Інсбрук», пізніше назву було скорочено до абревіатури «ССВ Інсбрук». У 1981 році клуб вперше вилетів у Першу лігу.
У 1986 році об'єднання з клубом з Ваттенса було розірвано (відокремлена команда стала називатися «Сваровскі-Тіроль») і команда знову стала називатися ФК «Ваккер» Інсбрук, а після того, як його ліцензія була віддана новому клубу «Тіроль», який у наступному сезоні виступив замість нього у Кубку УЄФА, «Ваккеру» довелося грати у нижчих дивізіонах.
Останнім досягненням клубу стала перемога у 1993 році у Кубку Австрії, цей сезон став останнім для клубу у професійному футболі. Потім «Ваккер» ще 6 років грав в аматорських лігах, а 20 травня 1999 року був офіційно розформований.

## Виступи на міжнародній арені
| Сезон   | Турнір          | Етап | Країна         | Суперник                   | Вдома | На виїзді | Загальний рахунок |
| ------- | --------------- | ---- | -------------- | -------------------------- | ----- | --------- | ----------------- |
| 1970–71 | Кубок кубків    | 1    | Албанія        | «Партізані»                | 3–2   | 2–1       | 5–3               |
| 1970–71 | Кубок кубків    | 2    | Іспанія        | «Реал Мадрид»              | 0–2   | 1–0       | 1–2               |
| 1971–72 | Кубок чемпіонів | 1    | Португалія     | «Бенфіка»                  | 1–3   | 0–4       | 1–7               |
| 1972–73 | Кубок чемпіонів | 1    | СРСР           | «Динамо» (Київ)            | 0–1   | 0–2       | 0–3               |
| 1973–74 | Кубок чемпіонів | 1    | Болгарія       | ЦСКА                       | 0–1   | 0–3       | 0–4               |
| 1974–75 | Кубок УЄФА      | 1    | Німеччина      | «Боруссія» (Менхенгладбах) | 2–1   | 0–3       | 2–4               |
| 1975–76 | Кубок чемпіонів | 1    | Німеччина      | «Боруссія» (Менхенгладбах) | 1–1   | 1–6       | 2–7               |
| 1976–77 | Кубок УЄФА      | 1    | Норвегія       | «Старт»                    | 2–1   | 5–0       | 7–1               |
| 1976–77 | Кубок УЄФА      | 2    | Угорщина       | «Відеотон»                 | 1–1   | 0–1       | 1–2               |
| 1977–78 | Кубок чемпіонів | 1    | Швейцарія      | «Базель»                   | 0–1   | 1–3       | 3–2               |
| 1977–78 | Кубок чемпіонів | 2    | Шотландія      | «Селтік»                   | 3–0   | 2–1       | 4–2               |
| 1977–78 | Кубок чемпіонів | 3    | Німеччина      | «Боруссія» (Менхенгладбах) | 3–1   | 0–2       | 3–3               |
| 1978–79 | Кубок кубків    | 1    | Польща         | «Заглембє»                 | 3–2   | 1–1       | 4–3               |
| 1978–79 | Кубок кубків    | 2    | Англія         | «Іпсвіч Таун»              | 0–1   | 1–1       | 1–2               |
| 1979–80 | Кубок кубків    | 1    | Чехословаччина | «Локомотив»                | 1–2   | 0–1       | 1–3               |
| 1983–84 | Кубок кубків    | 1    | Німеччина      | «Кельн»                    | 1–0   | 1–7       | 2–7               |
| 1984–85 | Кубок УЄФА      | 1    | Іспанія        | «Реал Мадрид»              | 2–0   | 0–5       | 2–5               |
| 1985–86 | Кубок УЄФА      | 1    | Бельгія        | «Льєж»                     | 1–3   | 0–1       | 1–4               |
| 1992–93 | Кубок УЄФА      | 1    | Італія         | «Рома»                     | 1–4   | 0–1       | 1–5               |

1. ↑  «Боруссія» пройшла далі завдяки правилу виїзного голу
2. ↑  як правонаступник «Сваровскі-Тіроль»

## Досягнення
- Чемпіон Австрії (5): 1970/71, 1971/72, 1972/73, 1974/75, 1976/77
- Віце-чемпіон Австрії (4): 1966/67, 1967/68, 1973/74, 1975/76
- Володар Кубка Австрії (6): 1970, 1973, 1975, 1978, 1979, 1993
- Фіналіст Кубка Австрії (3): 1976, 1982, 1983
- Володар Кубка Мітропи (2): 1975, 1976
- 1/4 фіналу Кубка Кубків (1): 1977/78